# Elisa Rigaudo

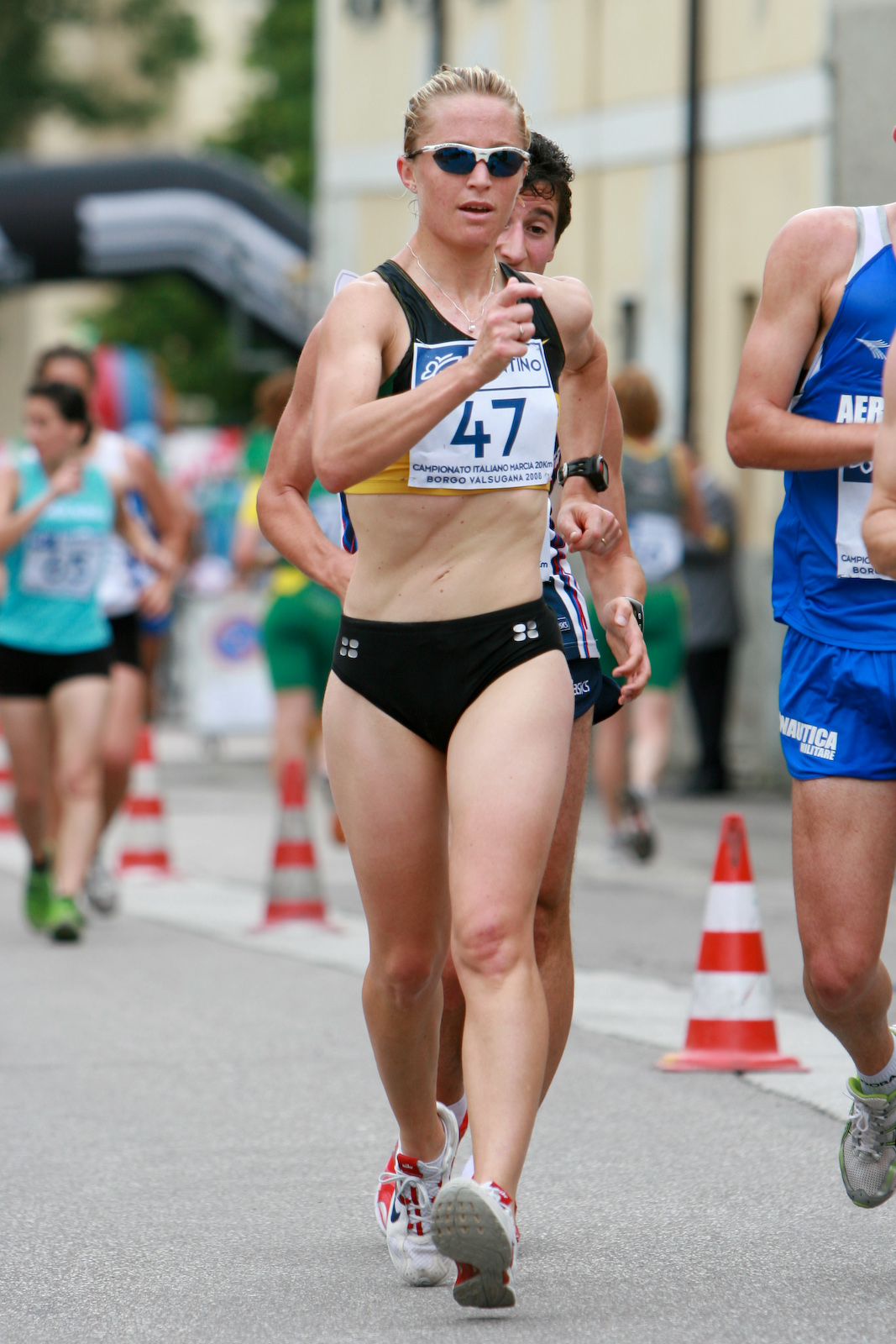
Elisa Rigaudo 2008

Elisa Rigaudo (* 17. Juni 1980 in Cuneo) ist eine ehemalige italienische Geherin.
Ihr größter sportlicher Erfolg war der Gewinn der Silbermedaille im 20-km-Gehen bei den Weltmeisterschaften 2011 in Daegu. Sie hatte dort zunächst Rang vier belegt, doch sie rückte nach Disqualifikation der ursprünglichen Siegerin Olga Kaniskina sowie der zunächst drittplatzierten Anissja Kirdjapkina, die beide gegen die Antidopingbestimmungen verstoßen hatten, auf den zweiten Rang vor. Mit Bronze errang sie zwei weitere Medaillen im Wettbewerb über zwanzig Kilometer bei den Olympischen Spielen 2008 in Peking und den Europameisterschaften 2006 in Göteborg.
Rigaudo erreichte bei den Juniorenweltmeisterschaften 1998 den siebten Platz im 5-km-Gehen und wurde 2001 U23-Europameisterin im 20-km-Gehen. Im Jahr darauf wurde sie von der IAAF wegen eines Verstoßes gegen die Dopingbestimmungen verwarnt.
Bei den Weltmeisterschaften 2003 in Paris/Saint-Denis konnte Elisa Rigaudo Platz zehn belegen. 2004 wurde sie Sechste bei den Olympischen Spielen in Athen. Es folgte ein siebter Platz bei den Weltmeisterschaften 2005 in Helsinki.
2006 gewann Elisa Rigaudo mit Bronze bei den Europameisterschaften 2006 in Göteborg ihre erste internationale Medaille im Erwachsenenbereich. Bei den Olympischen Spielen 2008 in Peking erhielt sie mit der Bronzemedaille erneut Edelmetall und verbesserte in diesem Rennen gleichzeitig ihre Bestleistung auf 1:27:12 Stunden.
Bei den Weltmeisterschaften 2009 in Berlin wurde Rigaudo in 1:31:52 Stunden Neunte im 20-km-Gehen. 2010 legte sie eine Babypause ein. Bei den Weltmeisterschaften 2011 gewann sie Silber, nachdem sie bedingt durch die Disqualifikation zweier Dopingbetrügerinnen – siehe oben – um zwei Plätze aufgerückt war. Bei den Olympischen Spielen 2012 in London belegte sie Rang sieben. Auch dort wird sie unterdessen offiziell als Sechste aufgeführt. Bei ihren letzten Olympischen Spielen in Rio 2016 wurde sie Elfte.
Am 23. Februar 2017 erklärte sie ihren Rücktritt als aktive Sportlerin.
Bei einer Größe von 1,69 m hat sie ein Wettkampfgewicht von 56 kg.